# Calcio (armi)

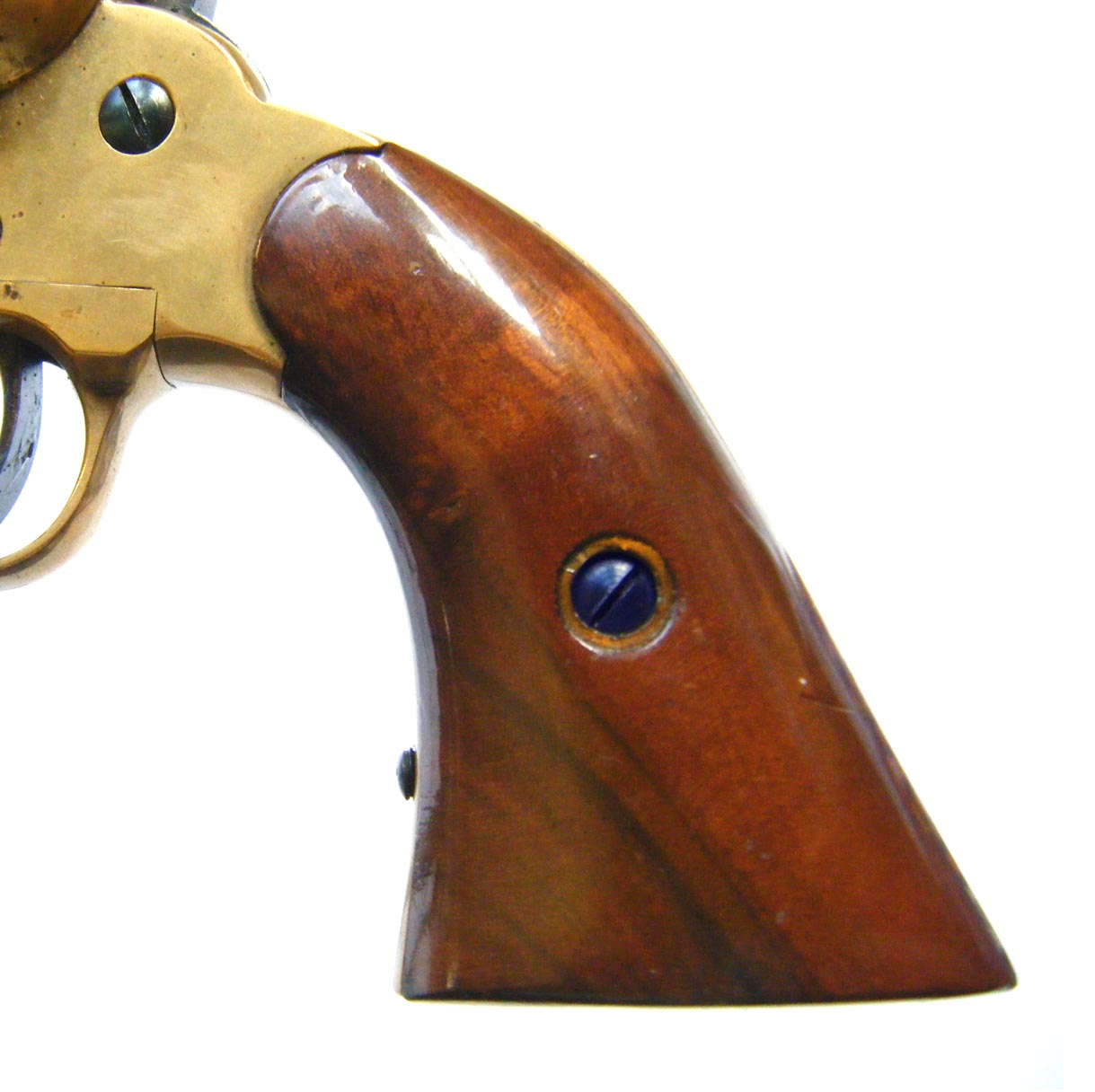
Calcio in noce di rivoltella Remington mod. 1858

Il calcio, nel lessico delle armi da fuoco, è la parte di tali armi che viene utilizzata come impugnatura, o imbracciata dal tiratore.

## Storia
Le prime armi da fuoco, per quanto sparassero di solito proiettili piuttosto pesanti, non generavano un rinculo eccessivo poiché le cariche di polvere dovevano essere necessariamente piuttosto modeste, data la tecnica metallurgica che non garantiva canne abbastanza robuste. Anche la precisione del tiro era assai relativa. I primi calci infatti non furono altro che supporti in legno dritti, a forma di semplice bastone. Solo successivamente, con i perfezionamenti tecnici e l'aumento della precisione e potenza di sparo, si iniziò a fabbricare armi con impugnature più efficaci. L'aspetto estetico però risentiva molto della moda del momento.
Si riconoscono così ad esempio le armi barocche (con calci ed acciarini intarsiati e lavorati con complessi bassorilievi) da quelle del XVIII secolo, assai più semplici, e che preludono all'essenzialità ed alla funzionalità dei secoli successivi. I primi pezzi furono prodotti in legno ma recentemente (con l'avvento di nuove tecnologie) a questo materiale ne sono stati affiancati altri sia per ragioni estetiche che per ragioni pratiche. Nelle armi fini (specialmente carabine e fucili da caccia) si continua ad usare il legno (spesso di altissima qualità) per la sua bellezza e per il rispetto di una certa tradizione. Nelle corte ormai da tempo si è preferito usare materiali plastici (meno costosi) o gomma. Quest'ultima offre il vantaggio di garantire una più sicura impugnabilità, specialmente per lo sparo dei grossi calibri.
Con il progresso nell'industria chimica si sono prodotti materiali plastici praticamente indistruttibili e con essi si sono fabbricati anche calci per armi lunghe forse meno validi esteticamente rispetto alla radica di legni pregiati ma certo assai più economici e molto meno deteriorabili.

## Caratteristiche
Nelle armi lunghe (fucili e carabine) il calcio è una parte della cassa prolungata in modo che possa appoggiarsi alla spalla per far sì che l'energia del rinculo sia da questa assorbita. Mentre nelle armi corte il rinculo si scarica soltanto su una mano, nelle lunghe si scarica quindi anche sulla spalla e sull'altra mano che sorregge l'astina sottocanna. Questo permette di sparare cartucce di potenza assai superiore rispetto a quelle generalmente usate nelle pistole.
Nelle armi da guerra, dove si dà maggior importanza alla praticità ed alla efficienza, si usano spesso calci in metallo di solito pieghevoli in modo da occupare meno spazio. Del Kalashnikov, ad esempio, esiste sia la versione a calcio fisso (in legno piuttosto dozzinale), sia quella a calcio pieghevole (in metallo). Questo permette di usare l'arma imbracciandola come un fucile ed appoggiandola alla spalla, oppure come un mitra.
Nelle armi da tiro il calcio può essere variamente sagomato in modo da renderlo particolarmente ergonomico ed adatto anche alle misure fisiche del singolo tiratore.

## Galleria d'immagini

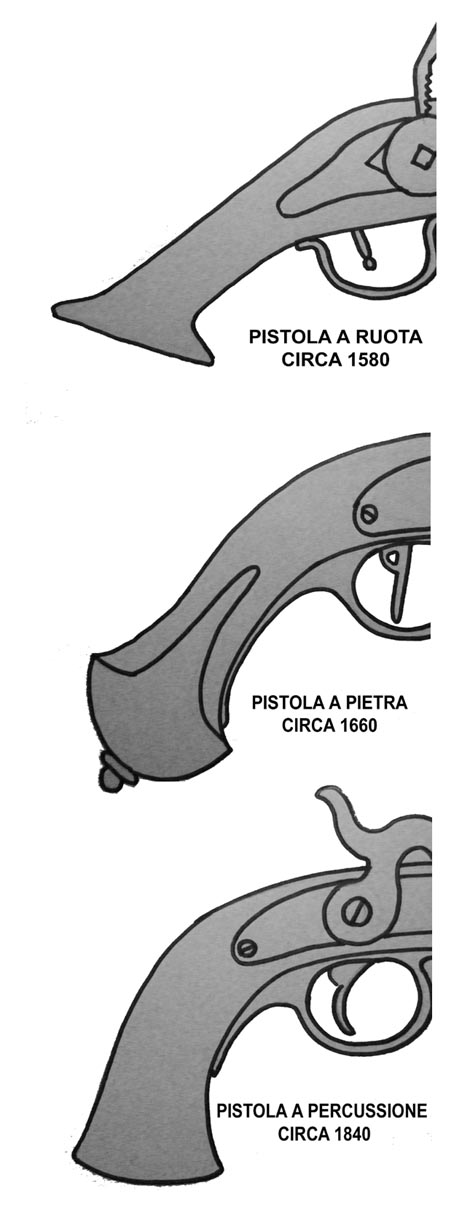
Esempi di calci di pistola di varie epoche.
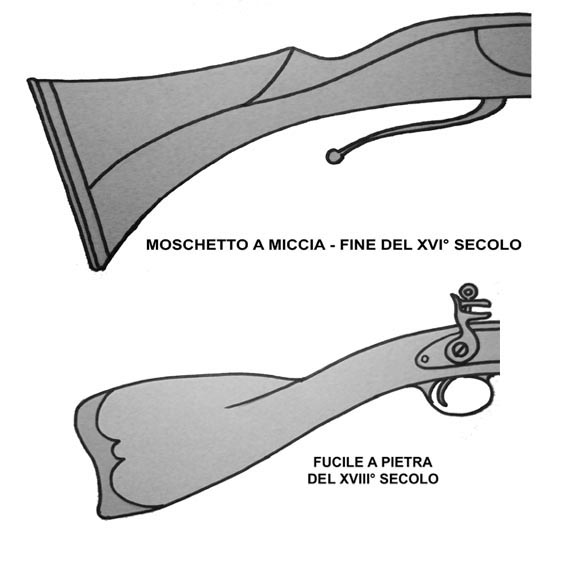
Due esempi di calci di antiche armi lunghe.
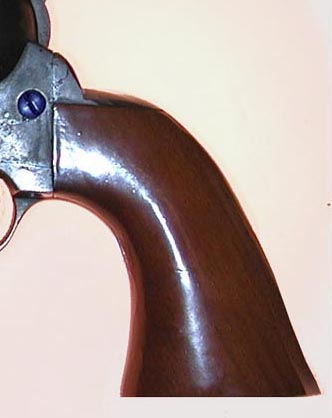
Calcio con guancette in legno di revolver Colt Navy del 1851
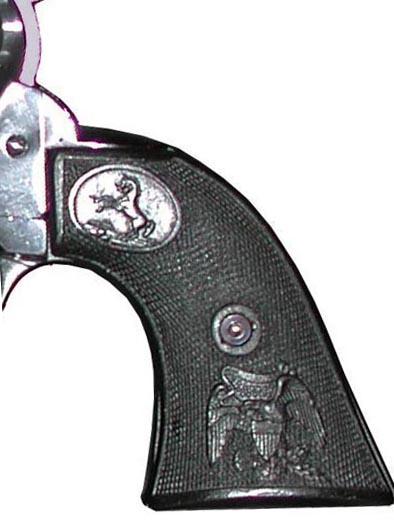
Calcio con guancette in bachelite di revolver Colt Single Action Army del 1873
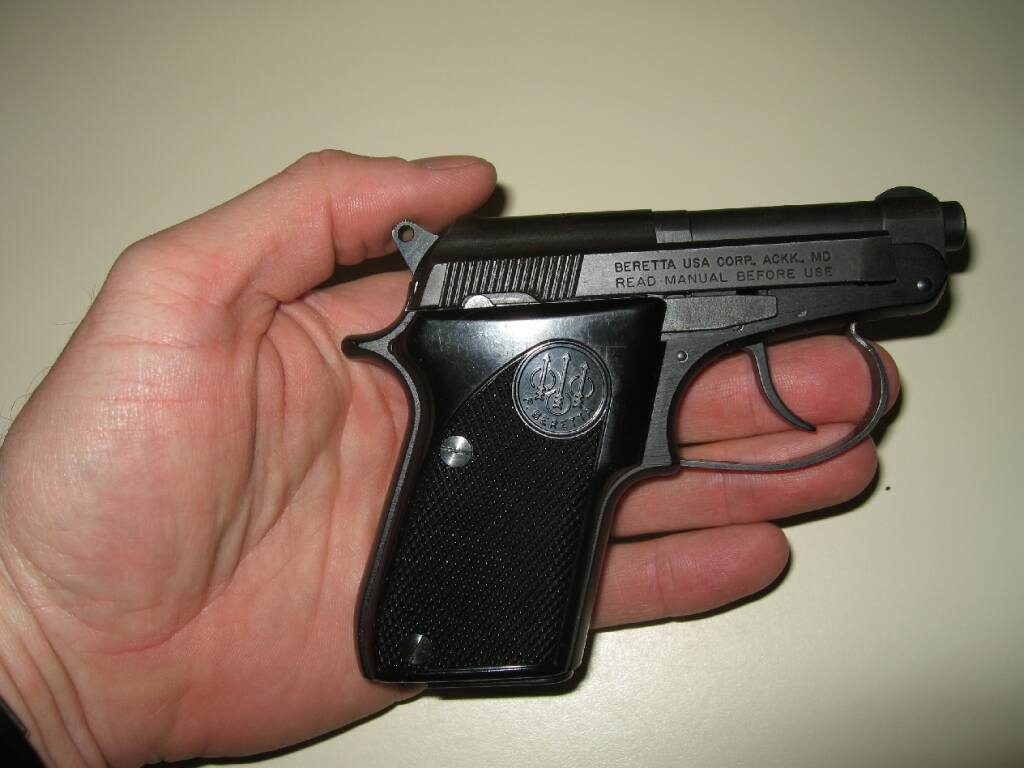
Il calcio di questa pistola (Beretta Modello 21a, calibro .25) ha le guancette in materiale plastico
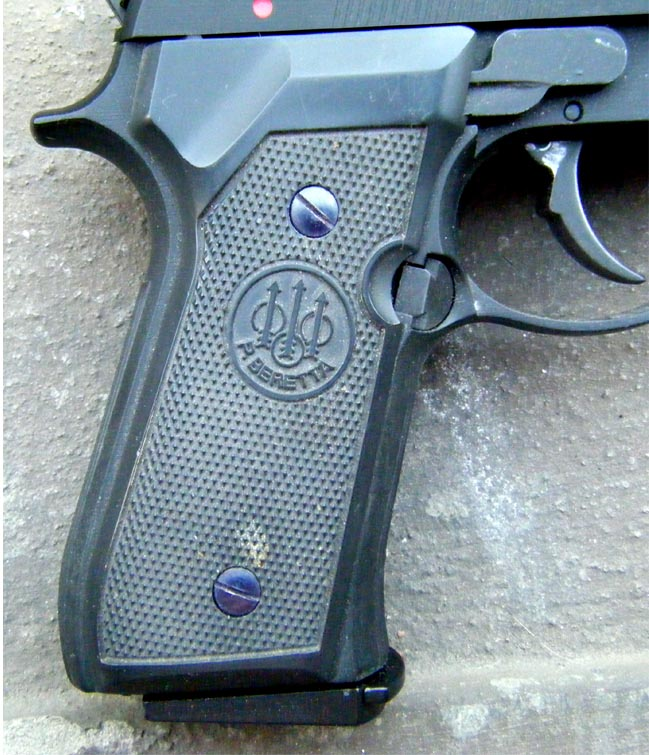
Calcio con guancette in plastica di Beretta mod 92
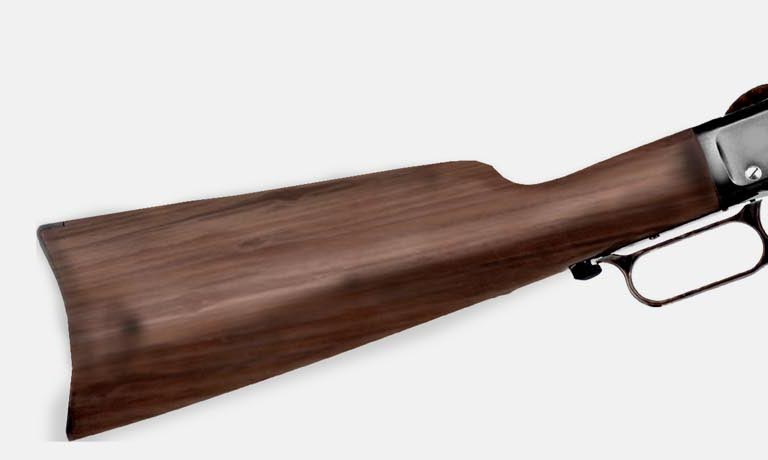
Calcio in legno di "tipo inglese" (cioè dritto) su Carabina Winchester
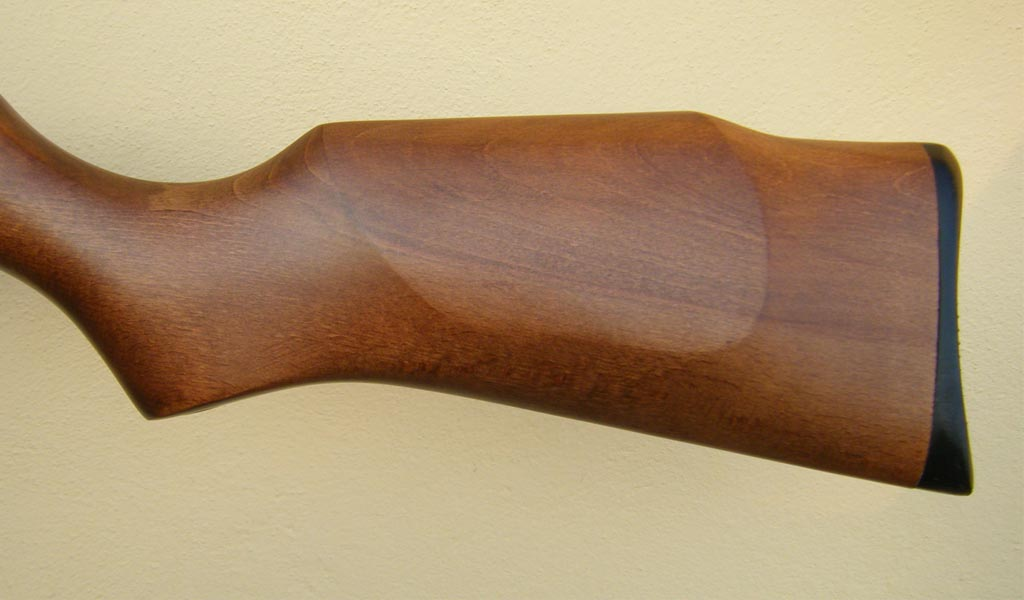
Calcio di carabina: in legno e del tipo "a pistola" (con la parte che viene impugnata dalla mano che spara sagomata in modo simile all'impugnatura di una pistola).
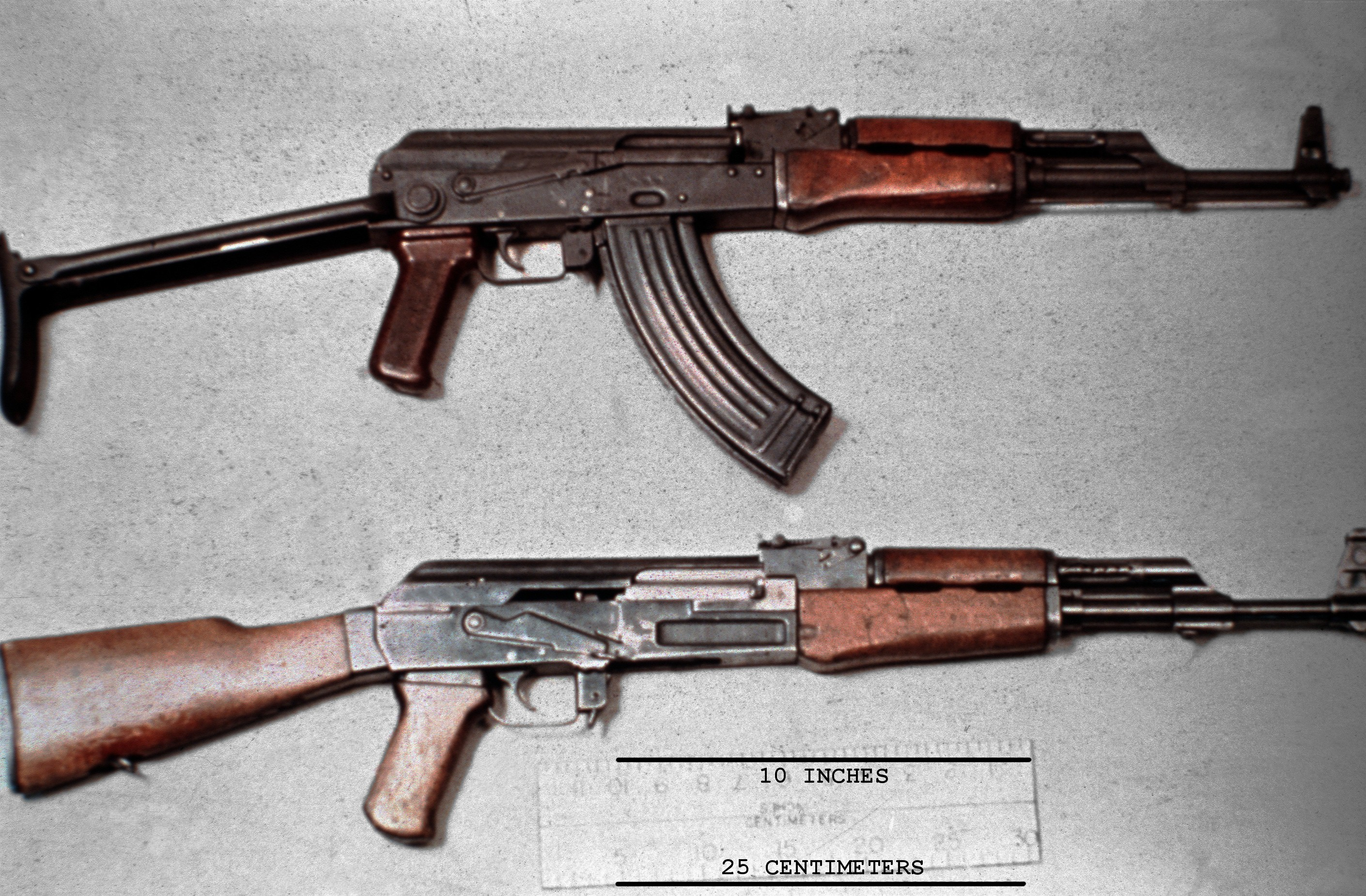
Il fucile d'assalto Kalashnikov (AK-47) nelle due versioni: con calcio in metallo, pieghevole; ed in legno, fisso.